# 桑特烏鄉
47°31′N 22°31′E / 47.517°N 22.517°E
桑特烏鄉（羅馬尼亞語：Comuna Santău, Satu Mare），是羅馬尼亞的鄉份，位於該國西北部，由薩圖馬雷縣負責管轄，面積83平方公里，海拔高度122米，2007年人口2,546，人口密度每平方公里31人。